# Lijst van onderscheidingen van de 12. SS-Panzer-Division Hitlerjugend
Dit is een lijst van onderscheidingen van de 12. SS-Panzer-Division Hitlerjugend.

## Dragers van het Duits Kruis

### In goud
- Ullrich Ahrens, SS-Standartenoberjunker, SS Panzer-Regiment 12[1]
- Heinrich Andersen, SS-Obersturmführer, SS Panzergrenadier-Regiment 26[2]
- Gerhard Bremer, SS-Sturmbannführer, SS Panzer-Aufklärungs-Abteilung 12[3]
- Joachim Diedrich, Oberleutnant, SS Panzergrenadier-Regiment 25[4]
- Harald Etterich, SS-Obersturmführer, SS Panzer-Artillerie-Regiment 12[5]
- Hans-Joachim Fuchs, Oberleutnant, SS Panzergrenadier-Regiment 25[6]
- Helmut Gaede, SS-Obersturmführer, SS Panzer-Regiment 12[7]
- Erich Gatternigg, Dr., SS-Sturmbannführer, SS Panzergrenadier-Regiment 25[8]
- Siegfried Gröschel, SS-Obersturmführer, SS Panzergrenadier-Regiment 26[9]
- Alois Hartung, SS-Obersturmführer, SS Panzergrenadier-Regiment 26[10]
- Walter Hölzel, SS-Obersturmführer, SS Panzergrenadier-Regiment 26
- Bernhard Krause, SS-Sturmbannführer, SS Panzergrenadier-Regiment 26[11]
- Heinz Lehmann, SS-Hauptscharführer, SS Panzer-Regiment 12[12]
- Georg Mack, SS-Hauptscharführer, SS Panzer-Jäger-Abteilung 12[13]
- Sepp Mahl, SS-Hauptscharführer, SS Panzer-Aufklärungs-Abteilung 12[14]
- Kurt Mühlhaus, SS-Standartenoberjunker, SS Panzer-Regiment 12[15]
- Karl Peschel, SS-Untersturmführer, SS Panzer-Artillerie-Regiment 12[16]
- Erich Pohl, SS-Obersturmführer, SS Panzer-Regiment 12[17]
- Rudolf von Ribbentrop, SS-Obersturmführer, SS Panzer-Regiment 12[18]
- Ludwig Ruckdeschel, SS-Hauptsturmführer, SS Panzer-Regiment 12[19]
- Karl-Heinz Schrott, SS-Hauptsturmführer, SS Panzergrenadier-Regiment 25[20]
- Kurt Sturm, SS-Hauptscharführer, SS Panzer-Aufklärungs-Abteilung 12[21]
- Georg Urabl, SS-Hauptsturmführer, SS Panzergrenadier-Regiment 26[22]

### In zilver
- Rolf Schulz, Dr., SS-Obersturmbannführer, Arzt der Division[23]

## Dragers van het Erebladgesp
- Emil Dürr, SS-Unterscharführer, SS Panzergrenadier-Regiment 26[24]
- Siegfried Müller, SS-Sturmbannführer, SS Panzer-Pionier-Batallion 12[24]
- Horst-Willi Parakenings, SS-Unterscharführer, SS Panzer-Regiment 12[25]
- Erich Pohl, Leutnant, SS Panzer-Regiment 12[17]

## Dragers van het Ridderkruis van het IJzeren Kruis
- Arnold Jürgensen, SS-Sturmbannführer, SS Panzer-Regiment 12[26][27]
- Karl-Heinz Prinz, SS-Sturmbannführer, SS Panzer-Regiment 12[28][29]
- Richard Rudolf, SS-Oberscharführer, SS Panzer-Regiment 12[30][31]
- Hans Siegel, SS-Hauptsturmführer, SS Panzer-Regiment 12[28][32]
- Werner Damsch, SS-Hauptsturmführer, SS Panzergrenadier-Regiment 25[33][34]
- Siegfried Müller, SS-Sturmbannführer, SS Panzergrenadier-Regiment 25[35][32]
- Hans Waldmüller, SS-Sturmbannführer, SS Panzergrenadier-Regiment 25[36][37]
- Emil Dürr, SS-Unterscharführer, SS Panzergrenadier-Regiment 26[38][39]
- Bernhard Krause, SS-Sturmbannführer, SS Panzergrenadier-Regiment 26[40][41]
- Wilhelm Mohnke, SS-Obersturmbannführer, SS Panzergrenadier-Regiment 26[42][43]
- Erich Olboeter, SS-Sturmbannführer, SS Panzergrenadier-Regiment 26[44][45]
- Fritz Eckstein, SS-Rottenführer, SS Panzer-Jäger-Abteilung 12[35][46]
- Georg Hurdelbrink, SS-Obersturmführer, SS Panzer-Jäger-Abteilung 12[36][47]
- Rudolf Roy, SS-Oberscharführer, SS Panzer-Jäger-Abteilung 12[44][48]

### Met Eikenloof
- Gerhard Bremer, SS-Sturmbannführer, SS Panzer-Aufklärungs-Abteilung 12[49][50]
- Max Wünsche, SS-Obersturmbannführer, SS Panzer-Regiment 12[51][52]

### Met Eikenloof en Zwaarden
- Kurt Meyer, SS-Standartenführer[53][54]